# Besson (Allier)
Besson és un municipi francès, situat al departament de l'Alier i a la regió d'Alvèrnia-Roine-Alps. L'any 2007 tenia 795 habitants.

## Demografia

### Població
El 2007 la població de fet de Besson era de 795 persones. Hi havia 320 famílies de les quals 80 eren unipersonals (48 homes vivint sols i 32 dones vivint soles), 112 parelles sense fills, 112 parelles amb fills i 16 famílies monoparentals amb fills.
La població ha evolucionat segons el següent gràfic:
Habitants censats

### Habitatges
El 2007 hi havia 395 habitatges, 329 eren l'habitatge principal de la família, 27 eren segones residències i 40 estaven desocupats. 378 eren cases i 15 eren apartaments. Dels 329 habitatges principals, 264 estaven ocupats pels seus propietaris, 58 estaven llogats i ocupats pels llogaters i 7 estaven cedits a títol gratuït; 3 tenien una cambra, 9 en tenien dues, 31 en tenien tres, 78 en tenien quatre i 208 en tenien cinc o més. 270 habitatges disposaven pel capbaix d'una plaça de pàrquing. A 129 habitatges hi havia un automòbil i a 172 n'hi havia dos o més.

### Piràmide de població
La piràmide de població per edats i sexe el 2009 era:
| Homes | Edats   | Dones |
| ----- | ------- | ----- |
| 0     | 95 o +  | 0     |
| 0     | 90 a 94 | 0     |
| 4     | 85 a 89 | 12    |
| 8     | 80 a 84 | 8     |
| 20    | 75 a 79 | 20    |
| 16    | 70 a 74 | 24    |
| 24    | 65 a 69 | 16    |
| 12    | 60 a 64 | 12    |
| 28    | 55 a 59 | 4     |
| 32    | 50 a 54 | 44    |
| 32    | 45 a 49 | 44    |
| 36    | 40 a 44 | 40    |
| 24    | 35 a 39 | 28    |
| 32    | 30 a 34 | 16    |
| 16    | 25 a 29 | 24    |
| 12    | 20 a 24 | 16    |
| 28    | 15 a 19 | 48    |
| 40    | 10 a 14 | 28    |
| 24    | 5 a 9   | 20    |
| 16    | 0 a 4   | 12    |

## Economia
El 2007 la població en edat de treballar era de 511 persones, 386 eren actives i 125 eren inactives. De les 386 persones actives 361 estaven ocupades (190 homes i 171 dones) i 25 estaven aturades (8 homes i 17 dones). De les 125 persones inactives 63 estaven jubilades, 31 estaven estudiant i 31 estaven classificades com a «altres inactius».

### Ingressos
El 2009 a Besson hi havia 341 unitats fiscals que integraven 834 persones, la mediana anual d'ingressos fiscals per persona era de 18.959 €.

### Activitats econòmiques
Dels 31 establiments que hi havia el 2007, 1 era d'una empresa alimentària, 3 d'empreses de fabricació d'altres productes industrials, 7 d'empreses de construcció, 7 d'empreses de comerç i reparació d'automòbils, 2 d'empreses de transport, 1 d'una empresa d'hostatgeria i restauració, 2 d'empreses immobiliàries, 3 d'empreses de serveis, 3 d'entitats de l'administració pública i 2 d'empreses classificades com a «altres activitats de serveis».
Dels 7 establiments de servei als particulars que hi havia el 2009, 2 eren paletes, 1 guixaire pintor, 1 fusteria, 1 electricista, 1 perruqueria i 1 restaurant.
Dels 4 establiments comercials que hi havia el 2009, 1 era una botiga de menys de 120 m², 1 una fleca, 1 una carnisseria i 1 una botiga de roba.
L'any 2000 a Besson hi havia 40 explotacions agrícoles que ocupaven un total de 2.800 hectàrees.

## Equipaments sanitaris i escolars
L'únic equipament sanitari que hi havia el 2009 era una farmàcia.
El 2009 hi havia una escola elemental integrada dins d'un grup escolar amb les comunes properes formant una escola dispersa.

## Poblacions més properes
El següent diagrama mostra les poblacions més properes.